# サウザンド・ローズ
『サウザンド・ローズ』（Thousand Roads）は、デヴィッド・クロスビーによる3枚目のアルバム。 1993年にアトランティック・レコードからリリースされた。

## 概要
ソロ・アーティストとして消極的だったデヴィッド・クロスビーは、最初のソロ・アルバム『イフ・アイ・クッド・オンリー・リメンバー・マイ・ネーム』をオールスター・ゲストで制作し、その後18年間、次のアルバムを制作するのを待った。3枚目のソロアルバム『サウザンド・ローズ』では、ゲストの参加を増やし、アーティストとしての自分を再定義しようとした。それまでは、誰が演奏しても、誰が歌っても、その曲はクロスビーの作曲であったが、『サウザンド・ローズ』では、クロスビーは主に解釈する歌手として活動し、10曲中1曲だけペンをとり、他の2曲に貢献した。また、プロデュースには8人のスタッフを起用し、まるでホイットニー・ヒューストンのプロジェクトのように、全曲がシングルになる可能性を秘めた作品に仕上げた。その結果、フィル・コリンズ、ジミー・ウェッブ、マーク・コーン、ジョン・ハイアット、ポール・ブレイディ、スティーブン・ビショップといったポップスのプロが曲を書き、ドン・ウォズ、グリン・ジョンズ、フィル・ラモーンといったポップス界の最高のプロデューサーが制作した、職人的な作品となったことは確かである。その欠点は、第一にクロスビーの個性が失われたこと、第二にリストが示すように、彼の選択がインスピレーションよりも計算されたものであったことである。ソロ・アーティストとしてのデヴィッド・クロスビーに必要なことは、いかにして彼のサウンドをありきたりなものにするかではなく、いかにして彼の型破りなものを機能させるかであった。『サウザンド・ローズ』は間違った問題を解決してしまい、クロスビーとフィル・コリンズのコラボレーション・シングルである「Hero」は、コリンズの名声と、クロスビーが刑務所に入っていたことを示唆する歌詞によって、シングル・チャートの半ばまで（そしてイージーリスニング・リストの上位まで）駆け上がったものの、売り上げではクロスビーにとってこのアルバムが最も成功しないものとなってしまった。

## 収録曲
| #         | タイトル                         | 作詞・作曲                  | 時間  |
| --------- | -------------------------------- | --------------------------- | ----- |
| 1.        | 「Hero」(featuring Phil Collins) | Phil Collins, David Crosby  | 4:39  |
| 2.        | 「Too Young to Die」             | Jimmy Webb                  | 5:45  |
| 3.        | 「Old Soldier」                  | Marc Cohn                   | 4:58  |
| 4.        | 「Through Your Hands」           | John Hiatt                  | 4:33  |
| 5.        | 「Yvette in English」            | Joni Mitchell, David Crosby | 5:53  |
| 6.        | 「Thousand Roads」               | David Crosby                | 4:31  |
| 7.        | 「Columbus」                     | Noel Brazil                 | 4:26  |
| 8.        | 「Helpless Heart」               | Paul Brady                  | 4:18  |
| 9.        | 「Coverage」                     | Bonnie Hayes                | 3:22  |
| 10.       | 「Natalie」                      | Stephen Bishop              | 4:55  |
| 合計時間: | 合計時間:                        | 合計時間:                   | 47:20 |

## レコーディング・メンバー
- デヴィッド・クロスビー - リードおよびバッキング・ボーカル
- フィル・コリンズ – キーボード (1)、ドラム (1)、パーカッション (1)、バッキング・ボーカル (1)
- ベンモント・テンチ – キーボード (2)
- ジミー・ウェッブ – アコースティック・ピアノ (2)
- マーク・コーン – アコースティック・ピアノ (3)
- クレイグ・ダッジ – キーボード (4、8、9)、アレンジ (9)
- C.J.ヴァンストン – キーボード (4、5、8、10)
- ポール・ウィッケンズ – キーボード (7)、アコーディオン(7)
- ボニー・ヘイズ – キーボード (9)
- ジェフ・ピーバー – ギター (1)
- マイケル・ランドウ – エレクトリック・ギター (2)
- バーニー・レドン – エレクトリック・ギター (2, 9)、アコースティック・ギター (2, 4, 6, 7, 8)
- ジョン・レベンサル – ギター (3)
- ディーン・パークス – ギター (5、10)、フルート(5)
- アンディ・フェアウェザー・ロウ – エレクトリック・ギター (6, 7)
- イーサン・ジョンズ – 追加のエレキギター (6)、ドラム (6, 7)、パーカッション (6, 7)
- ピノ・パラディーノ – ベース (1)
- リーランド・スカラー – ベース (2-5、8、9、10)
- デヴィッド・ワトキンス・クラーク – ベース (6, 7)
- ジム・ケルトナー – ドラムス (2)
- ジェフ・ポーカロ – ドラムス (4, 8)
- ラス・カンケル – ドラムス (9, 10)
- パウリーニョ・ダ・コスタ – パーカッション (4, 8)
- ルイス・コンテ – パーカッション (5)
- ジャクソン・ブラウン – ハーモニー・ボーカル (2)
- グラハム・ナッシュ – ハーモニー・ボーカル (2、3)、ハーモニカ(3)
- キップ・レノン – ハーモニー・ボーカル (4、8、9、10)
- スティーヴン・ビショップ – ハーモニーボーカル (10)

「ヘルプレス・ハート」のストリングス
- デヴィッド・キャンベル – アレンジ
- アルメン・ガラベディアン – コンサートマスター
- スージー・カタヤマ – コントラクター
- デヴィッド・ヤング - ストリングベース
- ラリー・コーベット、スージー・カタヤマ、ダニエル・スミス – チェロ
- スコット・ハウパート、マリア・ニューマン、エヴァン・ウィルソン – ヴィオラ
- アーメン・ガラベディアン、ベルジュ・ガラベディアン、ルース・ジョンソン、ディミトリー・レヴィチ - ヴァイオリン

## スタッフ
- プロデューサー – フィル・コリンズ (トラック 1);ドン・ウォズ (トラック 2、4、8); デヴィッド・クロスビー (トラック 3、5、9);ジョン・レベンサル (トラック 3);ディーン・パークス (トラック 5);グリン・ジョンズ (トラック 6 & 7);フィル・ラモーン (トラック 10)。
- 共同プロデューサー – ニック・デイヴィス (トラック 1);スティーブン・バーンカード (トラック 9)。
- 製作総指揮 - ジャン・クロスビー
- エンジニア – ニック・デイヴィス (トラック 1);ロブ・イートン (ギターのオーバーダブ、トラック 1);リック・ペッコネン (トラック 2、4、8);ポール・ディーター(トラック 3、5、10);グリン・ジョンズ (トラック 6 & 7); Stephen Barncard と Ed Goodreau (トラック 9)。
- アシスタント エンジニア – サイモン メトカーフ (トラック 1);ダン・ボスワース (トラック 2、4、8);スティーブ・オンスカ (Track 5);ボブ・サルセド (トラック 5 & 10);マイク・クロスター (トラック 9)。
- The Mastering Lab (カリフォルニア州ハリウッド) でDoug Saxによってマスタリングされた。
- アートディレクション – グラハム・ナッシュ
- カバーアート – R. Mac Holbert
- 写真 – グイド・ハラリ